# Allatief
De allatief - van het Latijnse allāt-, "naartoe brengen" - is een vooral in de Fins-Oegrische talen belangrijke naamval. Daarnaast komt deze naamval voor in een enkele kunsttaal zoals het Quenya.
De primaire betekenis van de allatief is "naar", "in de richting van". Deze betekenis komt grotendeels overeen met die van de locatief in bijvoorbeeld de Slavische talen en de accusatief in bijvoorbeeld het Oudgrieks, Latijn en Duits. In het Nederlands wordt de allatief gewoonlijk vertaald als een bijwoordelijke bepaling met een voorzetsel als op, tot, naar enz., of soms als een bijwoord.

## Fins
In het Fins is de allatief de vijfde vorm van de locatief met de uitgang -lle, en als primaire betekenis "(tot) op". Deze betekenis valt gedeeltelijk samen met die van de adessief:
| Fins     | Nederlands  |
| -------- | ----------- |
| pöytä    | tafel,      |
| pöydälle | de tafel op |

Ook wordt er soms - net als bij de adessief - het aspect "rondom" mee uitgedrukt of een handeling:
| Fins            | Nederlands                       |
| --------------- | -------------------------------- |
| koulu           | school                           |
| koululle        | in de buurt van/rondom de school |
| kävely          | wandeling                        |
| mennä kävelylle | een wandeling gaan maken         |

## Baltische talen
In het Litouws en Lets is de allatief ook een tijdlang in gebruik geweest. In het Litouws eindigde de allatief op -op, een verkorting van -opi. In het Lets was de uitgang -up. Overblijfselen van deze oude naamval zijn nog terug te vinden in enkele vaste uitdrukkingen:
| Litouws         | Nederlands           |
| --------------- | -------------------- |
| išėjo Dievop    | naar God gegaan      |
| velniop!        | naar de hel!         |
| nuteisti myriop | ter dood veroordeeld |

| Lets          | Nederlands           |
| ------------- | -------------------- |
| maj / majup   | huis / naar huis     |
| kaln / kalnup | heuvel /de heuvel op |

## Verwante begrippen
De ablatief, adessief, elatief, illatief en inessief zijn andere vormen van de Fins-Oegrische locatief. De adessief staat qua betekenis in tegenstelling tot de inessief.